# بنك ميزان
بنك ميزان (بالأوردو: میزان بینک) هو أكبر بنك تجاري إسلامي باكستاني وهو شركة تابعة لشركة نور للاستثمارات المالية الكويتية. يقع المقر الرئيسي للبنك في ميزان هاوس في كراتشي ، باكستان. ولديها شبكة تضم أكثر من 760 فرعاً في أكثر من 220 مدينة في باكستان . وقد بدأ عملياته في عام 2002 عندما أصدر بنك الدولة الباكستاني أول ترخيص على الإطلاق للأعمال المصرفية التجارية الإسلامية.
يتمتع البنك بحصة سوقية تبلغ 35٪ في الصناعة المصرفية الإسلامية في البلاد.

## التاريخ
في عام 2002 ، استحوذ بنك ميزان على عمليات باكستان لشركة سوسيتيه جنرال .
في عام 2014 ، وقع بنك الميزان اتفاقية مع بنك إتش إس بي سي الشرق الأوسط للاستحواذ على عمليات إتش إس بي سي الباكستانية التي تتكون من 10 فروع.
في عام 2015 ، استحوذ بنك ميزان على عمليات باكستان لـ إتش إس بي سي عمان المكونة من فرع واحد.

## هيكل المساهمين
- شركة نور للاستثمار المالي 35.25٪
- شركة باك الكويت للاستثمار 30.00٪
- البنك الإسلامي للتنمية 9.32٪ [6]

## روابط خارجية
- الموقع الرسمي لبنك الميزان